# Salmo pelagonicus
Salmo pelagonicus är en fiskart som beskrevs av Karaman, 1938. Salmo pelagonicus ingår i släktet Salmo och familjen laxfiskar. IUCN kategoriserar arten globalt som sårbar. Inga underarter finns listade i Catalogue of Life.